# Bucket sort

Conceito de base do bucket sort.

Bucket sort, ou bin sort, é um algoritmo de ordenação que funciona dividindo um vetor em um número finito de recipientes.  Cada recipiente é então ordenado individualmente, seja usando um algoritmo de ordenação diferente, ou usando o algoritmo bucket sort recursivamente. O Bucket Sort tem complexidade linear {\displaystyle \Theta (n)} quando o vetor a ser ordenado contém valores que são uniformemente distribuídos. 

## Funcionamento
Bucket sort funciona do seguinte modo:
1. Inicialize um vetor de "baldes", inicialmente vazios.
2. Vá para o vetor original, incluindo cada elemento em um balde.
3. Ordene todos os baldes não vazios.
4. Coloque os elementos dos baldes que não estão vazios no vetor original.

## Exemplo em C
```
//Compilado em Linux.Sujeito a mudanças caso outro sistema seja utilizado.

 

 
#include
 
<stdio.h>

 

 
#define tam_bucket 100

 
#define num_bucket 10

 
#define max 10

 

 
typedef
 
struct
 
{

         
int
 
topo
;

         
int
 
balde
[
tam_bucket
];

 
}
bucket
;

 

 
void
 
bucket_sort
(
int
 
v
[],
int
 
tam
);
                   
//cabeçalho das funções

 
void
 
bubble
(
int
 
v
[],
int
 
tam
);
                                                 

                                                                  

 
void
 
bucket_sort
(
int
 
v
[],
int
 
tam
){
                                     

         
bucket
 
b
[
num_bucket
];
                                      

         
int
 
i
,
j
,
k
;
                                                 

 
/* 1 */
 
for
(
i
=
0
;
i
<
num_bucket
;
i
++
)
                    
//inicializa todos os "topo"

                 
b
[
i
].
topo
=
0
;

         

 
/* 2 */
 
for
(
i
=
0
;
i
<
tam
;
i
++
){
                          
//verifica em que balde o elemento deve ficar

                
j
=
(
num_bucket
)
-1
;

                 
while
(
1
){

                         
if
(
j
<
0
)

                                 
break
;

                         
if
(
v
[
i
]
>=
j
*
10
){

                                 
b
[
j
].
balde
[
b
[
j
].
topo
]
=
v
[
i
];

                                 
(
b
[
j
].
topo
)
++
;

                                 
break
;

                         
}

                         
j
--
;

                 
}

         
}

         

 
/* 3 */
 
for
(
i
=
0
;
i
<
num_bucket
;
i
++
)
                     
//ordena os baldes

                 
if
(
b
[
i
].
topo
)

                         
bubble
(
b
[
i
].
balde
,
b
[
i
].
topo
);

         

         
i
=
0
;

 
/* 4 */
 
for
(
j
=
0
;
j
<
num_bucket
;
j
++
){
                    
//põe os elementos dos baldes de volta no vetor

                 
for
(
k
=
0
;
k
<
b
[
j
].
topo
;
k
++
){

                         
v
[
i
]
=
b
[
j
].
balde
[
k
];

                         
i
++
;

                 
}

         
}

 
}

 

 
void
 
bubble
(
int
 
v
[],
int
 
tam
){

         
int
 
i
,
j
,
temp
,
flag
;

         
if
(
tam
)

                 
for
(
j
=
0
;
j
<
tam
-1
;
j
++
){

                         
flag
=
0
;

                         
for
(
i
=
0
;
i
<
tam
-1
;
i
++
){

                                 
if
(
v
[
i
+
1
]
<
v
[
i
]){

                                         
temp
=
v
[
i
];

                                         
v
[
i
]
=
v
[
i
+
1
];

                                         
v
[
i
+
1
]
=
temp
;

                                         
flag
=
1
;

                                 
}

                         
}

                         
if
(
!
flag
)

                                 
break
;

                 
}

 
}

```

## Explicação do código

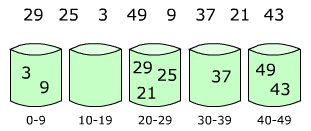
Bucket sort - fase 1.

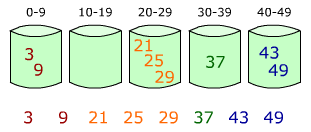
Bucket sort - fase 2.

Antes de mais nada, é preciso saber o que cada #define significa.
1. tam_bucket é o tamanho de cada balde da estrutura bucket;
2. num_bucket é o número de baldes, isto é, o tamanho do vetor de bucket;
3. max é o tamanho do vetor a ser ordenado.

A estrutura bucket consiste de um vetor de inteiros (int balde[tam_bucket]) e de uma variável que serve para dizer quantos números estão armazenados no balde.
O parâmetro tam, tanto na função bucket_sort como na bubble, é o tamanho do vetor a ser ordenado.
A explicação dos for agora:
1. Inicializa o topo de cada bucket que o vetor de bucket b[num_bucket] contém;
Isso é importante, pois, a princípio, os baldes estão vazios;
2. Verifica em que balde o elemento deve ficar;
Cada elemento do vetor a ser ordenado é colocado em seu lugar no vetor de bucket. Por exemplo, suponha o número 26. A variável j receberia num_bucket-1, isto é, 9 no exemplo acima. O while verifica se 26 é maior do que j*10 (90). Como isto não é válido, j é decrementado em 1, e o processo se repete até que j=2, já que 26>=20. Então, o balde de posição 2 recebe 26. Caso não haja nenhum outro elemento no balde 2, isso significa que topo daquele balde vale 0, portanto balde[0] recebe o 26. Caso haja, por exemplo, 3 elementos no balde, isso quer dizer que topo=2, portanto balde[2] recebe 26. Depois disso, topo daquele balde é incrementado em 1 e o processo se repete para os outros elementos do vetor que queremos ordenar;
3. Ordena cada balde;
Ordena os baldes cujos topos sejam diferentes de 0, ou seja, não estão vazios. No algoritmo acima, o bubble sort foi utilizado, mas métodos mais eficientes podem ser utilizados;
4. Por fim, os baldes são percorridos e seus elementos são devolvidos para o vetor original.

Atente-se para o fato de que o exemplo não ordena elementos negativos. Um tratamento especial para eles seria necessário. Além do mais, o método de separar cada elemento pode ser diferente. O utilizado foi verificar se o elemento está entre 0 e 10, 11 e 20, e assim por diante.

## Exemplo em C++ com matriz
Aqui uma matriz linear de inteiros com n elementos, é usado para ordenar os elementos do vetor.
```
/*************************INICIO*****************************************/

//==================================================================

//

//   Projeto: Bucket Sort

//   Data de Criacao: 27/02/09

//   Autor: Albany Timbo Mesquita

//   Colaboracao:Pedro Henrique Fernandes Marques Leitao         

//

//==================================================================

#include
 
<iostream>

#define TAM 20 
/*Tamanho do vetor*/

#define NUM 10000 
/*base para gerador de numeros aleatorios*/

using
 
std
::
cout
;

using
 
std
::
cin
;

using
 
std
::
endl
;

void
 
gerarVet
(
int
*
);

void
 
bucketSort
(
int
*
);

void
 
imprimaVet
(
int
*
);

int
 
main
(){

    
int
 
vet
[
TAM
],
tinicio
,
tfim
,
tempo
;

   

   
tinicio
=
time
(
NULL
);

   

   
gerarVet
(
vet
);

   
imprimaVet
(
vet
);

   
bucketSort
(
vet
);
   

   
imprimaVet
(
vet
);

        

   
tfim
=
time
(
NULL
);

   
tempo
=
difftime
(
tfim
,
tinicio
);

   
cout
<<
"Tempo de execucao "
<<
tempo
/
60
<<
" Minutos e "
<<
tempo
%
60
<<
" segundos.
\n
"
;

    
system
(
"pause"
);

    
return
 
0
;

    

    
}

/***********************************************************************/

/*******************************FUNCOES*********************************/

/***********************************************************************/

void
 
bucketSort
(
int
 
*
vet
){

    
int
 
mat
[
10
][
TAM
],
aux
[
TAM
],
cont
=
1
,
num
,
w
=
0
,
i
,
j
;
 

    

    
do
{

      
for
(
i
=
0
;
i
<
TAM
;
i
++
){
aux
[
i
]
 
=
 
0
;}
//Zerando o vetor auxiliar.

      
for
(
i
=
0
;
i
<
10
;
i
++
)
  
{
//Setando a Matriz com valores -1

	          
for
(
j
=
0
;
j
<
TAM
;
j
++
){

              
mat
[
i
][
j
]
 
=
 
-1
;

              
}

      
}

      
for
 
(
i
=
0
;
i
<
TAM
;
i
++
)
 
{

    	  
num
 
=
 
(
vet
[
i
]
/
cont
)
%
10
;
//verificando o valor da esquerda para direita

    	  
mat
[
num
][
aux
[
num
]]
 
=
 
vet
[
i
];
//colocando o valor na sua posicao na matriz

    	  
aux
[
num
]
++
;
 
//contador de colunas da matriz

      
}

      

      
for
(
i
=
0
;
i
<
10
;
i
++
)
 
{
//volta com os valores da Matriz para o vetor

       	  
for
(
j
=
0
;
j
<
TAM
;
j
++
){

     	      
if
(
mat
[
i
][
j
]
 
!=
 
-1
){

     	      
vet
[
w
]
 
=
 
mat
[
i
][
j
];

     	      
w
++
;

    	      
}

          
}

      
}

      
w
 
=
 
0
;
 

      
cont
=
cont
*
10
;

      
}
while
(
aux
[
0
]
 
<
 
TAM
);
//condicao :Enquanto vetor auxiliar < tamanho vetor

}
                          
//         

/******************GERADOR DE NUMEROS ALEATORIOS**************************/

void
 
gerarVet
(
int
 
*
vet
){

     

     
srand
(
time
(
NULL
));

     
for
 
(
int
 
i
=
0
;
i
<
TAM
;
i
++
){

         
vet
[
i
]
=
rand
()
%
NUM
;

         
}

     
}

/*******************FUNCAO PARA IMPRIMIR VETOR************************/

void
 
imprimaVet
(
int
 
*
vet
){

     
for
 
(
int
 
i
=
0
;
i
<
TAM
;
i
++
){

         
cout
<<
vet
[
i
]
<<
"|"
;

         
}

     
cout
<<
"**************************************************************
\n
"
;
     

     
}

/********************************FIM*************************************/

```

## Exemplo em Java com LinkedList
```
/*

* Autor: wilhs

* Data: 28/04/2011

* Crédito: Implementação com base neste Artigo.

*/

public
 
static
 
void
 
BucketSort
(
int
[]
 
vetor
,
 
int
 
maiorValor
)

{

	
int
 
numBaldes
 
=
 
maiorValor
/
5
;

	
LinkedList
[]
 
B
 
=
 
new
 
LinkedList
[
numBaldes
]
;

	
for
 
(
int
 
i
 
=
 
0
;
 
i
 
<
 
numBaldes
;
 
i
++
){

		
B
[
i
]
 
=
 
new
 
LinkedList
<
Integer
>
();

	
}

	
//Coloca os valores no balde respectivo:

	
for
 
(
int
 
i
 
=
 
0
;
 
i
 
<
 
vetor
.
length
;
 
i
++
)
 
{

		
int
 
j
 
=
 
numBaldes
-
1
;

		
while
 
(
true
){

			
if
(
j
<
0
){

				 
break
;

			
}

			
if
(
vetor
[
i
]
 
>=
 
(
j
*
5
)){

				 
B
[
j
]
.
add
(
vetor
[
i
]
);

				 
break
;

			
}

			
j
--
;

		
}

	
}

	
//Ordena e atualiza o vetor:

	
int
 
indice
 
=
 
0
;

	
for
 
(
int
 
i
 
=
 
0
;
 
i
 
<
 
numBaldes
;
 
i
++
){

		
int
[]
 
aux
 
=
 
new
 
int
[
B
[
i
]
.
size
()
]
;

		
//Coloca cada balde num vetor:

		
for
 
(
int
 
j
 
=
 
0
;
 
j
 
<
 
aux
.
length
;
 
j
++
){

				
aux
[
j
]
 
=
 
(
Integer
)
B
[
i
]
.
get
(
j
);

		
}

		
insertionSort
(
aux
);
 
//algoritmo escolhido para ordenação.

		
// Devolve os valores ao vetor de entrada:

		
for
 
(
int
 
j
 
=
 
0
;
 
j
 
<
 
aux
.
length
;
 
j
++
,
 
indice
++
){

			
vetor
[
indice
]
 
=
 
aux
[
j
]
;

		
}

	
}

}

```

## Exemplo em Python
```
def
 
bucket_sort
(
input_list
):

    
# Find maximum value in the list and use length of the list to determine which value in the list goes into which bucket 

    
max_value
 
=
 
max
(
input_list
)

    
size
 
=
 
max_value
/
len
(
input_list
)

    
# Create n empty buckets where n is equal to the length of the input list

    
buckets_list
=
 
[]

    
for
 
x
 
in
 
range
(
len
(
input_list
)):

        
buckets_list
.
append
([])
 

    
# Put list elements into different buckets based on the size

    
for
 
i
 
in
 
range
(
len
(
input_list
)):

        
j
 
=
 
int
 
(
input_list
[
i
]
 
/
 
size
)

        
if
 
j
 
!=
 
len
 
(
input_list
):

            
buckets_list
[
j
]
.
append
(
input_list
[
i
])

        
else
:

            
buckets_list
[
len
(
input_list
)
 
-
 
1
]
.
append
(
input_list
[
i
])

    
# Sort elements within the buckets using Insertion Sort

    
for
 
z
 
in
 
range
(
len
(
input_list
)):

        
insertion_sort
(
buckets_list
[
z
])

            

    
# Concatenate buckets with sorted elements into a single list

    
final_output
 
=
 
[]

    
for
 
x
 
in
 
range
(
len
 
(
input_list
)):

        
final_output
 
=
 
final_output
 
+
 
buckets_list
[
x
]

    
return
 
final_output

    

    
def
 
insertion_sort
(
bucket
):

    
for
 
i
 
in
 
range
 
(
1
,
 
len
 
(
bucket
)):

        
var
 
=
 
bucket
[
i
]

        
j
 
=
 
i
 
-
 
1

        
while
 
(
j
 
>=
 
0
 
and
 
var
 
<
 
bucket
[
j
]):

            
bucket
[
j
 
+
 
1
]
 
=
 
bucket
[
j
]

            
j
 
=
 
j
 
-
 
1

        
bucket
[
j
 
+
 
1
]
 
=
 
var

        

    
def
 
main
():

    
input_list
 
=
 
[
1.20
,
 
0.22
,
 
0.43
,
 
0.36
,
0.39
,
0.27
]

    
print
(
'ORIGINAL LIST:'
)

    
print
(
input_list
)

    
sorted_list
 
=
 
bucket_sort
(
input_list
)

    
print
(
'SORTED LIST:'
)

    
print
(
sorted_list
)

```